# Rimae Grimaldi
Rimae Grimaldi – grupa rowów  na powierzchni Księżyca o średnicy około 230 km. Znajduje się po zachodniej stronie Oceanus Procellarum na współrzędnych selenograficznych ☾ 9,0°N 64,0°W/9,000000 -64,000000. Nazwa tego systemu kanałów została nadana w 1964 roku przez Międzynarodową Unię Astronomiczną i pochodzi od pobliskiego krateru Grimaldi.